# Rody Turpijn
Roderick Charles ("Rody") Turpijn (Amsterdam, 25 april 1978) is een Nederlandse voormalig profvoetballer. Hij voetbalde zeven jaar bij Ajax en De Graafschap. In 2003 zei hij het professionele voetbal vaarwel en startte met de studie Europese Studies en Geschiedenis aan de Universiteit van Amsterdam. Ook ging hij spelen bij de amateurs van AFC. In 2009 studeerde hij af en zette hij een stichting op waarmee Europese profvoetballers kunnen investeren in onderwijs- en sportprojecten in Zuid-Afrika voor kansarme kinderen. Hiervoor was weinig animo en in 2011 was het project beëindigd. Hij ging als intercedent werken bij Randstad. Anno 2021 is hij hoofd personeelszaken bij een technologiebedrijf en bestuurslid van de Ajax Foundation.

## Clubstatistieken
| Seizoen | Club          | Duels | Goals | Competitie |
| ------- | ------------- | ----- | ----- | ---------- |
| 1996/97 | Ajax          | 6     | 0     | Eredivisie |
| 1997/98 | Ajax          | 0     | 0     | Eredivisie |
| 1998/99 | De Graafschap | 3     | 0     | Eredivisie |
| 1999/00 | De Graafschap | 22    | 1     | Eredivisie |
| 2000/01 | De Graafschap | 29    | 6     | Eredivisie |
| 2001/02 | De Graafschap | 26    | 2     | Eredivisie |
| 2002/03 | De Graafschap | 11    | 1     | Eredivisie |
| Totaal  | Totaal        | 97    | 10    |            |

## Erelijst
Met  Ajax
Eredivisie 1997/98
KNVB beker 1997/98